# Подвижный и кристаллизовавшийся интеллект
Согласно теории интеллекта психолога Рэймонда Кэттелла интеллект можно условно разделить на подви́жный интелле́кт — способность мыслить логически, анализировать и решать задачи, выходящие за пределы предыдущего опыта (см. также статью Гибкие навыки); и кристаллизова́вшийся интелле́кт — накопленный опыт и способность использовать усвоенные знания и навыки. Подвижный интеллект относится к исполнительным функциям.

## Подвижный интеллект
Подвижный интеллект, согласно теории, проявляется во всех областях жизни, но больше всего относится к научно-техническим отраслям, математике, программированию. Он включает в себя способность к обучению, индуктивному и дедуктивному мышлению, абстрактному мышлению, распознаванию связей и закономерностей. Подвижный интеллект использует рабочую память, и часто его уровень у человека вообще тесно связывают с размером рабочей памяти. В связи с этим возникла теория о возможности развития подвижного интеллекта путём развития рабочей памяти, пользуясь техниками вроде n-назад. Подвижный интеллект человека возрастает примерно до 30-40 лет, после чего начинается его снижение. Подвижный интеллект преобладает, например, у больных аутизмом.

## Кристаллизовавшийся интеллект
Кристаллизовавшийся интеллект отвечает за извлечение знаний и навыков из долговременной памяти и применение их в привычных условиях, где не требуется включения подвижного интеллекта. Кристаллизовавшийся интеллект определяется объёмом и глубиной накопленных знаний, словарным запасом, он включает в себя вербальные способности и часто измеряется именно по уровню вербальных способностей. Обычно уровень кристаллизовавшегося интеллекта человека в различных жизненных областях разный. Кристаллизовавшийся интеллект человека возрастает до наступления старости, после чего обычно начинается его снижение.
Кристаллизовавшийся интеллект не является «кристаллизованной» формой подвижного интеллекта — это функционально разные процессы, хотя уровень кристаллизовавшегося интеллекта зависит от уровня подвижного, потому что люди с высоким подвижным интеллектом, обучаясь быстрее, соответственно быстрее накапливают и кристаллизовавшийся интеллект, что подтверждают IQ-тесты.